# 宮原清
宮原 清（みやはら きよし、1882年12月4日 - 1963年10月16日）は、日本の実業家。日本社会人野球協会初代会長。 

## 経歴
長野県小県郡田沢村（現青木村）に生まれる。旧制上田中学から1897年慶應義塾普通部5年に転入学、慶應義塾大学に進む。大学の1年後輩には同じく上田中学から進学した桜井弥一郎がいた。1903年の第1回早慶戦の慶大主将で二塁手・4番打者として活躍。
1905年大学卒業後、母校の舎監、大阪銀行集会所を経て1907年藤田組に入り、その後、神島化学工業を設立し社長を務め、鐘紡や阪急の重役を務める。実業界で活躍する傍ら、全国中等学校選抜野球大会の選考委員長を務め、アマチュア野球の振興に尽力した。
日本社会人野球協会（日本野球連盟の前身）の設立につくし、1949年(昭和24年)初代会長に就任。アジア野球連盟会長を務めるなど、野球の国際的な発展に寄与した。
1963年(昭和38年)、80歳で死去。翌年(昭和39年)野球殿堂入り。